# 來生不做香港人
《來生不做香港人》（英語：To Be or Not To Be，前名及海外片名：《客家女人》），是香港電視網絡所製作的跨時代倫理電視劇，由張可頤、劉美君及潘燦良領銜主演。此劇集為香港電視網絡劇集中集數最長的一套，第二長則為《導火新聞線》。

## 播放平台
- 马来西亚：Astro雙星、雙星HD
- 新加坡：cHK香港台
- 香港：HKTV、奇妙电视77台

## 故事大綱
近三十年的經濟進步，部份中國内地人腰纏萬貫，很多人因為富有而感到吐氣揚眉，金錢和財富成了主流的價值觀。過去十五年，香港这國際城市，在面對其自己的核心價值，在面對内地主流價值觀的衝擊下，如何是好？
本劇借一對姊妹的重逢聚首，恩怨是非，道出三十年來香港人和中国内地人關係之微妙變化，也展現了香港人和内地人價值觀的不同，而香港人要面對維護核心價值和追求利益的衝突；各人面對價值觀的不同，最終都會找到自己的歸宿，金錢的價值到最後不再是生活最重要的東西，經歷了現實的種種矛盾無奈悲劇之後，對於那些从内地來港的新移民，為甚麼要來香港，以致來生是否還要做香港人，成了他們不得不問自己的問題。
梁美行（張可頤飾）曾放洋留學是個典型港女，高傲、挑剔、控制慾強。她8歲時取代姐姐梁美田（劉美君飾）由東莞客家村落來到香港，從零開始至今成為公關界一姐，事業如日中天，與公司同事好拍檔歐陽山（潘燦良飾）拍拖7年，但舉行婚禮當天卻遭悔婚……
另邊廂，美田初中畢業後於家鄉大展拳腳，白手興家地創立了自己的工廠及客家菜館，還當選了村代表，成為了鎮上無人不識的「四口姐」。但女強人的風光表面背後，與張國祥（曾偉權飾）結婚多年卻一直無所出，表面上國祥對她百般呵護，而實情卻是……

## 演員表

### 梁家
| 演員           | 角色   | 暱稱/關係 |
| 謝月美         | 馬有金 | 姐婆（客家話對外祖母（外婆）之稱呼） 蕭永亨之妻，並怨恨其 蕭淑慧之母 梁美田、梁美行之外婆 譚明日之曾祖母 撮合張泰來、梁美行 |
|                | 蕭永亨 | 馬有金之亡夫，被其怨恨 蕭淑慧之亡父 梁美田、梁美行之亡外公 譚明日之亡曾祖父 文化大革命時拋妻棄女與二房妻兒逃到香港 已去世 |
| 鍾 煌（少年）  | 蕭淑慧 | 馬有金，蕭永亨之亡女 梁鎮海之遺孀 梁美田、梁美行之亡母 譚明日之亡外婆 張泰來之老師 於1981年中風 於1988年因厭世跳崖自盡身亡 |
| 龔慈恩         | 蕭淑慧 | 馬有金，蕭永亨之亡女 梁鎮海之遺孀 梁美田、梁美行之亡母 譚明日之亡外婆 張泰來之老師 於1981年中風 於1988年因厭世跳崖自盡身亡 |
| 何慶輝         | 梁鎮海 | 蕭淑慧之亡夫 梁美田、梁美行之亡父 梁鎮江之亡兄 譚明日之亡外公 1970年代被批鬥，後重病離世 |
| 艾 威          | 梁鎮江 | 江哥、師傅江 梁鎮海之弟 梁美田、梁美行之二叔 譚明日之叔公 1979年偷渡來港 早年在香港以駕駛計程車為生 於第19集因二嬋無床位產子且被騙去50萬而成為反政府示威者 |
| 菁 瑋          | 嬌     | 梁鎮江第一任妻子 梁美田、梁美行之二嬸 1979年偷渡往香港途中去世 |
| 陳佩思         | 蓮     | 梁鎮江第二任妻子（1988年） 梁美田、梁美行之二嬸 為人吝嗇、愛挑起事端 1980年代與梁鎮江及梁美行居於調景嶺 與男子鬼混，被梁美行發現 後因病離世 |
| 謝珊珊         | 二 嬋  | 梁鎮江第三任妻子（2014年） 山東人、單非孕婦 梁美田、梁美行之二嬸 與梁鎮江育有一小孩 |
| 陳詩慧（童年） | 梁美田 | 四口姐 東莞客家村大家姐、客家菜館「森林好棧」老闆娘、工廠廠長、婦聯主席 梁鎮海、蕭淑慧之女 梁美行之姊，一度反目，後和好 梁鎮江之姪女 馬有金，蕭永亨之孫女 張國祥之妻，發現其偷情後，與其關係轉差，最後和好 譚俊輝之上司，後為其情婦 譚明日之母 1988年前往買雪條期間被色魔強姦，結果不能及時阻止其母墮崖自殺 於第6集被綁架，後被譚俊輝救出 於第15集與譚俊輝籌辦廚藝訓練學院 於第20集與譚俊輝發生性關係，於第23集確診懷孕 於第20集被揭露患上子宮頸癌 於第23集開始進行化療 於第25集誕下譚明日後病逝 參見張氏排屋 參見森林好棧 |
| 李芷琪（少年） | 梁美田 | 四口姐 東莞客家村大家姐、客家菜館「森林好棧」老闆娘、工廠廠長、婦聯主席 梁鎮海、蕭淑慧之女 梁美行之姊，一度反目，後和好 梁鎮江之姪女 馬有金，蕭永亨之孫女 張國祥之妻，發現其偷情後，與其關係轉差，最後和好 譚俊輝之上司，後為其情婦 譚明日之母 1988年前往買雪條期間被色魔強姦，結果不能及時阻止其母墮崖自殺 於第6集被綁架，後被譚俊輝救出 於第15集與譚俊輝籌辦廚藝訓練學院 於第20集與譚俊輝發生性關係，於第23集確診懷孕 於第20集被揭露患上子宮頸癌 於第23集開始進行化療 於第25集誕下譚明日後病逝 參見張氏排屋 參見森林好棧 |
| 劉美君         | 梁美田 | 四口姐 東莞客家村大家姐、客家菜館「森林好棧」老闆娘、工廠廠長、婦聯主席 梁鎮海、蕭淑慧之女 梁美行之姊，一度反目，後和好 梁鎮江之姪女 馬有金，蕭永亨之孫女 張國祥之妻，發現其偷情後，與其關係轉差，最後和好 譚俊輝之上司，後為其情婦 譚明日之母 1988年前往買雪條期間被色魔強姦，結果不能及時阻止其母墮崖自殺 於第6集被綁架，後被譚俊輝救出 於第15集與譚俊輝籌辦廚藝訓練學院 於第20集與譚俊輝發生性關係，於第23集確診懷孕 於第20集被揭露患上子宮頸癌 於第23集開始進行化療 於第25集誕下譚明日後病逝 參見張氏排屋 參見森林好棧 |
| 鄧博軒（少年） | 張國祥 | 梁美田之夫 參見張氏排屋 參見森林好棧 |
| 曾偉權         | 張國祥 | 梁美田之夫 參見張氏排屋 參見森林好棧 |
| 林淽諾（童年） | 梁美行 | Anson 香港公關一姐 梁鎮海、蕭淑慧之女 梁美田之妹，一度反目，後和好 馬有金，蕭永亨之孫女 梁鎮江之姪女 譚明日之姨 張泰來之好友兼鍾情對象，於第15集成為其女友，於第21集分手 歐陽山之未婚妻，後反覆與他分手和好，最終結成伴侶 DL公關客戶總監，於第8集辭職自組公司，於第24集結業，於第25集開設美群社區中心，成為中心總監 因移民香港心切而編造遇見色魔的謊言，成功以梁美田的護照申請來港，與梁鎮江一家居於調景嶺 於第22集被指控謀殺張丹楓而被捕 於第25集警方搗破製毒工場後，裡面的閉路電視拍攝到張丹楓墮樓情況而獲釋             |
| 鮑康兒（少年） | 梁美行 | Anson 香港公關一姐 梁鎮海、蕭淑慧之女 梁美田之妹，一度反目，後和好 馬有金，蕭永亨之孫女 梁鎮江之姪女 譚明日之姨 張泰來之好友兼鍾情對象，於第15集成為其女友，於第21集分手 歐陽山之未婚妻，後反覆與他分手和好，最終結成伴侶 DL公關客戶總監，於第8集辭職自組公司，於第24集結業，於第25集開設美群社區中心，成為中心總監 因移民香港心切而編造遇見色魔的謊言，成功以梁美田的護照申請來港，與梁鎮江一家居於調景嶺 於第22集被指控謀殺張丹楓而被捕 於第25集警方搗破製毒工場後，裡面的閉路電視拍攝到張丹楓墮樓情況而獲釋             |
| 張可頤         | 梁美行 | Anson 香港公關一姐 梁鎮海、蕭淑慧之女 梁美田之妹，一度反目，後和好 馬有金，蕭永亨之孫女 梁鎮江之姪女 譚明日之姨 張泰來之好友兼鍾情對象，於第15集成為其女友，於第21集分手 歐陽山之未婚妻，後反覆與他分手和好，最終結成伴侶 DL公關客戶總監，於第8集辭職自組公司，於第24集結業，於第25集開設美群社區中心，成為中心總監 因移民香港心切而編造遇見色魔的謊言，成功以梁美田的護照申請來港，與梁鎮江一家居於調景嶺 於第22集被指控謀殺張丹楓而被捕 於第25集警方搗破製毒工場後，裡面的閉路電視拍攝到張丹楓墮樓情況而獲釋             |

### 張氏排屋
| 演員           | 角色   | 暱稱/關係 |
| 鄭恕峰         |        | 張國祥之父 |
| 馮素波         |        | 張國祥之母 於第19集被林小冰推傷 |
| 鄧博軒（少年） | 張國祥 | 張總 梁美田之夫，被其發現偷情後，與其關係轉差，最後和好 林小冰之情夫，後反目 酗酒後會有虐妻行為 參見梁家 參見森林好棧              |
| 曾偉權         | 張國祥 | 張總 梁美田之夫，被其發現偷情後，與其關係轉差，最後和好 林小冰之情夫，後反目 酗酒後會有虐妻行為 參見梁家 參見森林好棧              |
| 劉美君         | 梁美田 | 四口姐 張國祥之妻，發現其偷情後，與其關係轉差，最後和好 參見梁家 參見森林好棧                                                      |
| 李美慧         | 林小冰 | 香港少女模特兒 張嘉嘉之母 張國祥之情婦，後反目                                                                                     |
| 卓 躒          |        | 張泰來之亡父 挖煤工人 多年前跳江自盡身亡                                                                                           |
| 林影紅         | 霞     | 張泰來之母 |
| 高梓軒（童年） | 張泰來 | 瀟灑 張氏排屋釘子戶 蕭淑慧之學生 鍾情梁美行，於第12集與其發生性關係，於第15集成為其男友，於第21集分手 於第21集離開香港前往上海發展 |
| 高皓正         | 張泰來 | 瀟灑 張氏排屋釘子戶 蕭淑慧之學生 鍾情梁美行，於第12集與其發生性關係，於第15集成為其男友，於第21集分手 於第21集離開香港前往上海發展 |

### 森林好棧
| 演員   | 角色   | 暱稱/關係 |
| 曾偉權 | 張國祥 | 張總 梁美田之夫 客家菜館「森林好棧」老闆 在妻子梁美田懷上譚俊輝的骨肉後將其視為天敵，於第24集與其和好 參見梁家 參見張氏排屋                                                     |
| 劉美君 | 梁美田 | 四口姐 張國祥之妻 客家菜館「森林好棧」老闆娘 於第21集與譚俊輝發生性關係 參見梁家 參見張氏排屋                                                                                   |
| 伍慧珊 | 小 麗  | 梁美田之助手 後接手客家菜館「森林好棧」成為老闆娘 |
| 林 利  | 譚俊輝 | 爆蒜 梁美田之下屬兼好友，後為其情夫 琪琪、譚明日之父 前五星級酒店中菜廳大廚 前客家菜館「森林好棧」三廚 禾香廚藝學院負責人 於第21集與梁美田發生性關係 曾針對張國祥，於第24集和好 |
| 楊鴻俊 | 雄     | 森林好棧廚師 |
| 陸駿光 | 東     | 森林好棧廚師 |

### DL公關公司
| 演員   | 角色   | 暱稱/關係 |
|        | 蔣世棋 | 蔣生 DL公關主席 蔣太之亡夫 張丹楓之情夫，後分手 於第18集被張丹楓設計遇上車禍身亡 |
| 包曉華 | 蔣 太  | 蔣世棋之妻 張丹楓之天敵 於第19集與張丹楓爭奪遺產失敗 |
| 陳丹丹 | 張丹楓 | Isabella 四川人 DL公關副主席兼首席執行官，於第18集擢升為主席 歐陽山之上司 梁美行之上司，後因男友歐陽山與她關係曖昧而敵視她 蔣世棋之情婦，後分手 鍾情歐陽山，於第11集與他發生關係，於第13集起為其女友，於第21集分手 於第18集設計車禍謀殺蔣世棋 於第21集跳樓自殺身亡並嫁禍於梁美行                                                    |
| 梁健平 | Ken    | 靚Ken 歐陽山、梁美行之上司 蔣世棋、張丹楓之下屬 |
| 潘燦良 | 歐陽山 | Hill少 銷售總監，於第17集升為副行政總裁，於第21集辭職 蔣世棋、張丹楓之下屬 曾為梁美行之未婚夫，後反覆與她分手，最終結成伴侶 被張丹楓勾引，於第11集與她發生關係，於第13集起為其男友，於第21集分手 於第19集被廉政公署拘捕，於第20集獲釋但被揭發與梁美行的關係 於第24集遭毒販誤會是警務人員，槍擊以致癱瘓 於第25集前往福建村落教授英文 |
| 張可頤 | 梁美行 | 客戶總監，於第8集辭職自組公司 蔣世棋、張丹楓之下屬 參見梁家 |
| 陳一天 | 彭世澤 | Jacky、無頭騎士 DL公關員工，後辭職 許晴希之男友，於第25集分手 程文淇之鍾情對象，於第23集與程文淇發生性關係，後為情侶 於第24至25集假裝向現實低頭，獲得公司信任 於第25集假諮詢大會中播放與Ken之談話錄音，揭發造假，繼而辭去DL工作 |
| 丁樂鍶 | 許晴希 | Lana 梁美行下屬 典型港女 彭世澤之女友，於第25集分手 於第8集辭職，加入梁美行新公司 |
| 倫紫玄 | Pancy  | 歐陽山之下屬 被梁美行誤為歐陽山之情婦 |
| 黃浩霆 | Calvin | DL公關員工 追求許晴希，但失敗 |
| 謝芷倫 | Cindy  | DL公關員工 |
| 余采霖 | Fiona  | DL公關員工 |
| 魯文傑 | 堅     | DL公關員工 |
| 李安娜 | Karen  | DL公關員工 |
| 曾愛媚 | Susan  | DL公關員工 |
| 吳凱琳 | Daisy  | DL公關員工 |
| 陳綺雯 | Ruby   | DL公關員工 |
| 黃羚恩 | Angel  | 歐陽山助手 |
| 鄧欣寧 | Cat    | 歐陽山助手 |

### 青年力量
| 演員   | 角色   | 暱稱/關係 |
| 王歌慧 | 程文淇 | Lennon 青年力量主要成員 活躍於社會運動 鍾情彭世澤 於第23集與彭世澤發生性關係 於第25集與彭世澤成為情侶 （角色設定參考香港早期激進示威者陳巧文） |
| 陳一天 | 彭世澤 | Jacky 青年力量主要成員 參見DL公關公司 |
| 許俊豪 |        | 青年力量成員 |
| 郭仲添 |        | 青年力量成員 |
| 劉依靜 |        | 青年力量成員 |

### 其他角色
| 演員    | 角色       | 暱稱/關係                                                                                   |
| 古天祥  | Roy        | 酒吧調酒師 歐陽山之好友                                                                     |
| 黃鳳琼  |            | 許晴希之母                                                                                  |
| 何婷恩  | 阿 嬋      | 紅衛兵                                                                                      |
| 關偉倫  | 吳師傅     |                                                                                             |
| 鄺佐輝  | 莫老闆     | 禾香廚藝學院老闆                                                                            |
| 王 青   | 村 長      | 張氏客家村村長                                                                              |
| 黎彼得  | 大馬生     | 馬氏集團主席                                                                                |
| 關伊彤  | 顏寶寶     | 護士 梁美行之好友                                                                           |
| 陳安瑩  | 大家姐     | 女囚犯 協助家人打理小販檔 曾與梁美行不和，於第24集和好 曾有一未婚夫，在大排檔中勸交時被刺死 |
| 沈穎婷  |            | 女囚犯                                                                                      |
| 黃 瑩   |            | 女囚犯                                                                                      |
| 楊天經  | 高律師     | 協助梁美行有關殺人案件之訴訟                                                                |
| 江 暉   | 彪         | 毒販                                                                                        |
| 黃冠斌  | 華         | 毒販 於第24集槍傷歐陽山以致其半身不遂                                                       |
| 利耀堂  | 盧先生     |                                                                                             |
| 江嘉俊  |            | 大陸孕婦來港產子中介公司負責人 梁鎮江親戚                                                   |
| 許碧姬  | 清潔女工   | 彭世澤住處鄰居                                                                              |
| 何詠雯  | 金鋪職員   |                                                                                             |
| 周子龍  | 侍 應      |                                                                                             |
| 林加慧  | 酒吧美女   |                                                                                             |
| 林景弘  |            | 彭世澤之網友                                                                                |
| 趙進銘  |            | 彭世澤之網友                                                                                |
| 譚 晴   |            | 彭世澤之網友                                                                                |
| 李忠希  | 孫崇基     | Benny 心理醫生 梁美行之朋友                                                                 |
| 黃文標  | 標 哥      |                                                                                             |
| 盧希萊  | 小學校長   |                                                                                             |
| 陳文靜  |            | 琪琪之班主任                                                                                |
| 張雅麗  |            | 譚俊輝之前妻 琪琪之亡母                                                                     |
| 詹秉熙  | 陳 總      |                                                                                             |
| 高俊文  | 霍 總      |                                                                                             |
| 曾啟綸  | 張丹楓父   |                                                                                             |
| 陳仕文  | 張丹楓弟   |                                                                                             |
| 高可慧  | 金鋪職員   |                                                                                             |
| 李善恆  | 醫 生      |                                                                                             |
| 羅照中  | 保 安      |                                                                                             |
| 陳樂基  | 保 安      |                                                                                             |
| 莊兆麟  | 狗 主      |                                                                                             |
| 賀文傑  | CID        |                                                                                             |
| 李鴻杰  | 王博士     |                                                                                             |
| 侯建民  | 王博士助手 |                                                                                             |
| 李 嘉   | 示威者     |                                                                                             |
| 黎振燁  | 醫 生      |                                                                                             |
| 杜飛龍  | CID        |                                                                                             |
| 游 颷   | 達         |                                                                                             |
| 許明志  | Eric       |                                                                                             |
| 李煌生  | 何Sir      |                                                                                             |
| 朱婉儀  | 義工       |                                                                                             |
| Michael | 婚紗店職員 |                                                                                             |

## 制作

### 片名
編審鮑偉聰指原本劇集以《客家女人》的名義在中國内地申請審批，只為掩人耳目，方便取得批文，「那個是一個暫定名稱，原名一向沒揭露，其實《客家女人》是沒用腦想的，這個真名足足收了兩年。」總導演陸天華補充說：「因為我們有好多場景在內地拍，如果我們用真名，恐怕有很多阻滯，怕被人問內容講什麼，會不會有什麼挑釁性，於是講最中性的名稱。如果真用真名，相信很難搞，《客家女人》易搞易批，像那些婆媽劇，所以批文照批，那就搞定了。」

### 外景
外景曾在清厦南山曾公祠、铁场韩氏宗祠、银屏山森林公园及清溪鎮清廈村拍攝。

## 劇情牽涉到的歷史事件
- 1949年：中華人民共和國成立（第1集）
- 1949年至1996年：中國國民黨士兵逃至香港調景嶺。（第15集）
- 1952年：三反五反、土地改革等政治活動。大量內地資本家逃難到香港，造成第一次難民潮。（第1集）
- 1961年：大躍進及全民大煉鋼造成的嚴重饑荒造成大量內地農民逃難，開始第二波難民潮（第1集）
- 1966年至1976年：文化大革命中批鬥資本主義及崇拜毛澤東。（第1集、第2集）
- 1974年：長征二號與火箭碎片（第6集）
- 1979年：文化大革命造成56萬政治難民逃難香港，造成第三波難民潮。（第1集）
- 1980年：港英政府對偷渡人口的政策，由抵壘政策改成即捕即解（第1集）
- 2007年至2010年：影射龔如心遺產爭奪事件，各持有一份聲稱為最後遺囑，均聲稱自己是遺產唯一受益人 （劇中爭奪蔣世棋遺產案）（第21集）
- 2010年至2012年：反映香港的雙非問題以及由此引申的中港矛盾，包括水貨客、文化衝突、視餐牌只有簡體字為歧視香港人、以至香港人需與經常與內地人合作等。
- 2012年至今：影射新界東北發展計劃 （劇中「東涌自由城計劃」）

## 剧中预言的现实
本劇於2012年底完成制作，當時未發生的事件巧合出現於劇情內：
- 2014年：佔領行動警察穿上防暴裝備，手持盾牌及警棍，並出示「停止衝擊，否則使用武力」紅旗警告
- 2014年10月：在立法會旁的公民廣場一帶紮營抗議（劇中將華潤大廈對出的港灣道花園改為在私人大廈外的廣場）（第18集）
- 2014年11月18日：衝擊立法會行動，最後被阻止（與現實完全相同）（第18集）
- 2015年7月28日：香港大學於港大校務委員會上拒絕任命陳文敏為副校長，有學生不滿任命李國章為港大校委會主席衝入會場抗議。期間香港大學校委會成員盧寵茂醫生疑似裝作跌倒倒地（劇中彭世澤先擋住示威者以免他們進入會場，後在梁美行的指示下裝作跌倒倒地）（第1集）

## 記事
- 2012年10月18日：於14:00在東莞市鳳崗鎮三正臥龍山舉行開鏡拜神儀式及記者招待會。[4]
- 2013年3月28日：舉行煞科宴。
- 2013年6月7日：第一集中約十分鐘片段上載至YouTube供網民欣賞。
- 2014年12月12日：本劇播放第一集，並延長播放時間至20:20。
- 2015年1月16日：本劇播放大結局，並延長播放時間至20:15。
- 2015年10月26日：香港電視開始將此劇的粵語及國語完整版分批上傳至YouTube。（限於汶萊、中國大陸、香港、印尼、柬埔寨、老撾、緬甸、馬來西亞、菲律賓、新加坡、泰國及越南以外觀看）
- 2018年3月16日：奇妙電視官網宣佈，4月16日起逢周一至周五20:30播出本劇[5]。
- 2018年4月18日：奇妙電視77台開始逢周一至周五20:30播出本劇。

## 提名及獎項

### 觀眾在民間電視大奬2018
此劇於2018年於香港開電視播出，故可獲提名資格，惟未能入圍各個獎項的最終候選名單。

## 相關研究文獻
- 周潞鷺、董若《〈老表，你好嘢！〉（2013）與〈來生不做香港人〉（2014-15）：2010年代的種族歧視》（收錄於《日出照舊：香港電視劇與陸港關係》，商務印書館，2024，ISBN：978-962-07-4703-8）

## 外部連結
- YouTube上的客家女人 第一集片段
- YouTube上的劉美君 - 兩杯茶（《來生不做香港人》 主題曲）－HKTV官方上載版本
- YouTube上的劉美君 - 兩杯茶（《來生不做香港人》 主題曲）－UMHK環球上載版本
- HKTV劇集：來生不做香港人 (粵) (海外全集播放) （页面存档备份，存于） - YouTube
- HKTV劇集：來生不做香港人 / 客家女人 (國) (海外全集播放) （页面存档备份，存于） - YouTube

## 節目變遷
| 马来西亚 Astro雙星、Astro雙星HD 星期日至四 19:00－20:00 節目 · 12月11日 19:00－20:15 | 马来西亚 Astro雙星、Astro雙星HD 星期日至四 19:00－20:00 節目 · 12月11日 19:00－20:15 | 马来西亚 Astro雙星、Astro雙星HD 星期日至四 19:00－20:00 節目 · 12月11日 19:00－20:15 |
| ------------------------------------------------------------------------------------ | ------------------------------------------------------------------------------------ | ------------------------------------------------------------------------------------ |
|                                                                                      | 客家女人 （2014年12月11日－2015年1月14日）                                           |                                                                                      |
| 警界線 （2014年11月18日－12月10日）                                                  | 童話戀曲201314 （2015年1月15日－2月5日）                                             |                                                                                      |

| cHK香港台 星期一至五 22:00－23:00   | cHK香港台 星期一至五 22:00－23:00          | cHK香港台 星期一至五 22:00－23:00 |
| ----------------------------------- | ------------------------------------------ | --------------------------------- |
|                                     | 客家女人 （2014年12月11日－2015年1月15日） |                                   |
| 警界線 （2014年11月18日－12月10日） | 同里有親 （2015年1月16日－1月27日）        |                                   |

| 香港電視網絡 星期一至五 19:00－19:50 節目 12月12日 19:00－20:20 1月15日 19:00－20:15 | 香港電視網絡 星期一至五 19:00－19:50 節目 12月12日 19:00－20:20 1月15日 19:00－20:15 | 香港電視網絡 星期一至五 19:00－19:50 節目 12月12日 19:00－20:20 1月15日 19:00－20:15 |
| ------------------------------------------------------------------------------------ | ------------------------------------------------------------------------------------ | ------------------------------------------------------------------------------------ |
|                                                                                      | 來生不做香港人 （2014年12月12日－2015年1月15日）                                     |                                                                                      |
| 警界線 （2014年11月19日－12月11日）                                                  | 童話戀曲201314 （2015年1月16日－2月6日）                                             |                                                                                      |

| 香港電視網絡 星期一至五 07:00－08:00 節目（其他重播時段請參見這裡） 8月3日 07:00－08:30 | 香港電視網絡 星期一至五 07:00－08:00 節目（其他重播時段請參見這裡） 8月3日 07:00－08:30 | 香港電視網絡 星期一至五 07:00－08:00 節目（其他重播時段請參見這裡） 8月3日 07:00－08:30 |
| --------------------------------------------------------------------------------------- | --------------------------------------------------------------------------------------- | --------------------------------------------------------------------------------------- |
|                                                                                         | 來生不做香港人 （2015年8月3日－9月4日）                                                 |                                                                                         |
| 新增時段                                                                                | 歲月樓情 （2015年9月7日 - 9月25日）                                                     |                                                                                         |

| 香港電視網絡 星期一至五 07:00－08:00 節目（其他重播時段請參見這裡） 12月14日 07:00－08:15 | 香港電視網絡 星期一至五 07:00－08:00 節目（其他重播時段請參見這裡） 12月14日 07:00－08:15 | 香港電視網絡 星期一至五 07:00－08:00 節目（其他重播時段請參見這裡） 12月14日 07:00－08:15 |
| ----------------------------------------------------------------------------------------- | ----------------------------------------------------------------------------------------- | ----------------------------------------------------------------------------------------- |
|                                                                                           | 來生不做香港人 （2015年12月14日－2016年1月15日）                                          |                                                                                           |
| 歲月樓情 （2015年11月23日－12月11日）                                                     | 開腦儆探 （2016年1月18日－2月8日） 其後重播節目不再記載                                   |                                                                                           |

| 马来西亚 Astro華麗台、Astro華麗台HD 星期一至五 21:30 - 22:30 | 马来西亚 Astro華麗台、Astro華麗台HD 星期一至五 21:30 - 22:30 | 马来西亚 Astro華麗台、Astro華麗台HD 星期一至五 21:30 - 22:30 |
| ------------------------------------------------------------ | ------------------------------------------------------------ | ------------------------------------------------------------ |
|                                                              | 客家女人 （2017年3月2日－4月5日）                            |                                                              |
| 公公出宮 （2017年1月10日－3月1日）                           | 警犬巴打 （2017年4月6日－5月3日）                            |                                                              |

| 香港 奇妙77台 星期一至五 20:30 - 21:30         | 香港 奇妙77台 星期一至五 20:30 - 21:30           | 香港 奇妙77台 星期一至五 20:30 - 21:30 |
| ---------------------------------------------- | ------------------------------------------------ | -------------------------------------- |
|                                                | 來生不做香港人 （2018年4月18日 - 2018年5月22日） |                                        |
| 再一次我願意 （2018年3月19日 - 2018年4月17日） | 歲月樓情 （2018年5月23日 - 2018年6月15日）       |                                        |

Template:香港電視劇集